# Euphyia finitima
Euphyia finitima là một loài bướm đêm trong họ Geometridae.